# Neckar und Seitentäler bei Rottenburg
Das FFH-Gebiet Neckar und Seitentäler bei Rottenburg in Baden-Württemberg wurde 2005 durch das Regierungspräsidium Tübingen angemeldet. Mit Verordnung des Regierungspräsidiums Tübingen zur Festlegung der Gebiete von gemeinschaftlicher Bedeutung vom 5. November 2018 (in Kraft getreten am 11. Januar 2019), wurde das Schutzgebiet ausgewiesen. 

## Lage
Das 636 Hektar große Schutzgebiet Neckar und Seitentäler bei Rottenburg liegt in den Naturräumen Neckar- und Tauber-Gäuplatten und Schwäbisches Keuper-Lias-Land. Anteile am Gebiet haben mit 67 % der Fläche der Landkreis Tübingen mit den Gemeinden Rottenburg am Neckar, Starzach, Hirrlingen, und Neustetten, mit 31 % der Zollernalbkreis mit der Gemeinde Rangendingen, sowie mit 2,5 % der Landkreis Freudenstadt mit der Gemeinde Eutingen im Gäu.  Es umfasst im Wesentlichen den Flusslauf des Neckars von Börstingen bis Rottenburg sowie dessen Zuflüsse Starzel, Katzenbach und Seltenbach. Das Gebiet besteht aus drei Teilgebieten.

## Schutzzweck

### Lebensraumtypen
Folgende Lebensraumtypen nach Anhang I der FFH-Richtlinie kommen im Gebiet vor:
| EU Code | * | Lebensraumtyp (offizielle Bezeichnung)                                                                          | Kurzbezeichnung                              |
| ------- | - | --- | -------------------------------------------- |
| 3260    |   | Flüsse der planaren bis montanen Stufe mit Vegetation des Ranunculion fluitantis und des Callitricho-Batrachion | Fließgewässer mit flutender Wasservegetation |
| 3270    |   | Flüsse mit Schlammbänken mit Vegetation des Chenopodion rubri p.p. und des Bidention p.p.                       | Schlammige Flussufer mit Pioniervegetation   |
| 6110    | * | Lückige basophile oder Kalk-Pionierrasen (Alysso-Sedion albi)                                                   | Kalk-Pionierrasen                            |
| 6210    |   | Naturnahe Kalk-Trockenrasen und deren Verbuschungsstadien (Festuco-Brometalia)                                  | Kalk-Magerrasen                              |
| 6430    |   | Feuchte Hochstaudenfluren der planaren und montanen bis alpinen Stufe                                           | Feuchte Hochstaudenfluren                    |
| 6510    |   | Magere Flachland-Mähwiesen (Alopecurus pratensis, Sanguisorba officinalis)                                      | Magere Flachland-Mähwiesen                   |
| 8210    |   | Kalkfelsen mit Felsspaltenvegetation                                                                            | Kalkfelsen mit Felsspaltenvegetation         |
| 8310    |   | Nicht touristisch erschlossene Höhlen                                                                           | Höhlen und Balmen                            |
| 9150    |   | Mitteleuropäischer Orchideen-Kalk-Buchenwald (Cephalanthero-Fagion)                                             | Orchideen-Buchenwälder                       |
| 9180    | * | Schlucht- und Hangmischwälder (Tilio-Acerion)                                                                   | Schlucht- und Hangmischwälder                |
| 91E0    | * | Auen-Wälder mit Alnus glutinosa und Fraxinus excelsior (Alno-Padion, Alnion incanae, Salicion albae)            | Auenwälder mit Erle, Esche, Weide            |

### Arteninventar
Folgende Arten von gemeinschaftlichem Interesse kommen im Gebiet vor:
| Bild                                | EU Code | * | Art                                 | wissenschaftlicher Name     | Artengruppe           |
| ----------------------------------- | ------- | - | ----------------------------------- | --------------------------- | --------------------- |
| Schmale Windelschnecke              | 1014    |   | Schmale Windelschnecke              | Vertigo angustior           | Schnecken             |
| Dunkler Wiesenknopf-Ameisenbläuling | 1061    |   | Dunkler Wiesenknopf-Ameisenbläuling | Maculinea nausithous        | Schmetterlinge        |
| Spanische Flagge                    | 1078    | * | Spanische Flagge                    | Callimorpha quadripunctaria | Schmetterlinge        |
| Bachneunauge                        | 1096    |   | Bachneunauge                        | Lampetra planeri            | Fische und Rundmäuler |
| Groppe                              | 1163    |   | Groppe                              | Cottus gobio                | Fische und Rundmäuler |
| Kammmolch                           | 1166    |   | Kammmolch                           | Triturus cristatus          | Amphibien             |
| Bechsteinfledermaus                 | 1323    |   | Bechsteinfledermaus                 | Myotis bechsteinii          | Säugetiere            |
| Großes Mausohr                      | 1324    |   | Großes Mausohr                      | Myotis myotis               | Säugetiere            |
|                                     | 1882    |   | Dicke Trespe                        | Bromus grossus              | Pflanzen              |

### Zusammenhängende Schutzgebiete
Das Naturschutzgebiet Kapfhalde ist Bestandteil des FFH-Gebiets.